# HMS Carcass (1759)
HMS Carcass — бомбардирский корабль типа Infernal британского Королевского флота, позднее переоборудованный в научно-исследовательское судно. В 1773 году участвовал в британской экспедиции в Арктику. В это время на корабле нёс службу молодой мичман Горацио Нельсон.

## Постройка
Carcass принадлежал к типу Infernal, разработанному известным кораблестроителем Томасом Слейдом. Заказ на постройку корабля 25 сентября 1758 года был передан верфи Stanton & Wells. 19 января 1759 года корабль получил имя Carcass, а 27 января был спущен на воду. 27 июня 1759 года на королевской верфи в Дептфорде корабль был зачислен в Королевский флот как шлюп. На постройку потрачено £3,757.14.6d и ещё £2,144.8.1d на оснащение.

## Служба
Первым командиром корабля стал Чарльз Инглиз (англ. Charles Inglis). Под его командованием Carcass присоединился к эскадре Родни, действовавшей в Канале. 3 июля 1759 года шлюп участвовал в бомбардировке Гавра, а в следующем году вблизи Ла-Рошели захватил 10-пушечный Mercury. В марте 1760 года корабль прошёл переоснащение, обошедшееся казне в 531 фунт, а в следующем году снова подвергся переделке. В январе 1762 года командиром корабля был назначен лорд Уильям Кэмпбелл (англ. William Campbell), а с февраля по март Carcass перестроили в бомбардирский корабль. В августе командиром стал Роберт Фэншоу (англ. Robert Fanshawe), находившийся в этом качестве вплоть до вывода корабля в резерв в 1763 году. В последующие два года корабль прошёл ремонт и модернизацию. В августе 1765 года Carcass был вновь введён в строй, командиром был назначен кептен Марк Паттисон (англ. Mark Pattison). В октябре 1765 года Паттисон увёл Carcass на Ямайку. В сентябре 1766 года кораблём командовал Томас Джордан (англ. Thomas Jordan). В дальнейшем корабль прошёл ремонт в Дептфорде. В июне 1771 года был введён в строй под началом коммандера Скеффингтона Лютвиджа (англ. Skeffington Lutwidge) и направлен служить в Ирландское море.
В апреле 1773 года корабль вывели в резерв и направили в Ширнесс для подготовки к арктической экспедиции. Переоборудование обошлось казне в 2895 фунтов. После завершения работ на верфи корабль присоединился к экспедиции Константина Фиппса. В это время на корабль был направлен молодой мичман Горацио Нельсон, добившийся перевода благодаря протекции своего дяди Мориса Саклинга (англ. Maurice Suckling). Экспедиция сумела приблизиться к Северному полюсу на 10 градусов, однако была вынуждена повернуть из-за льдов. В сентябре 1773 года корабли вернулись в Британию. В 1800 году Лютвидж начал распространять историю о том, как во время стоянки во льдах молодой Нельсон заметил белого медведя и погнался за ним прежде чем получил приказ вернуться на корабль. Позднейшая версия истории, рассказанная Лютвиджем в 1809 году, гласила, что на вопрос о том, зачем Нельсону медведь, мичман ответил, что хотел подарить шкуру медведя отцу.
После завершения экспедиции Carcass вывели в резерв, однако в январе 1775 года корабль был вновь введён в строй, после чего ушёл к африканскому побережью под началом коммандера Джеймса Рида. В сентябре того же года корабль снова вывели в резерв, после чего последовала очередная серия работ на верфи. В мае 1776 года корабль ушёл в Северную Америку. Командовал кораблём коммандер Роберт Дринг (англ. Robert Dring), в феврале 1777 года заменённый Джоном Хаувортом (англ. John Howorth). Затем кораблём некоторое время командовал Томас Баркер (англ. Thomas Barker), после него — лейтенант Эдвард Эдвардз. Эдвардз командовал кораблём в ходе боя при Лонг-Айленде (10-13 августа 1778 года), а в 1780 году он же увёл Carcass в Вест-Индию вместе с Хотэмом. В декабре 1781 года корабль был выведен в резерв, а 5 августа 1784 года в Вулвиче продан за 320 фунтов.